# 紀元前41年
紀元前41年（きげんぜん41ねん）。

## 他の紀年法
- 干支 : 庚辰
- 日本
  - 崇神天皇57年
  - 皇紀620年
- 中国
  - 前漢 : 永光3年
- 朝鮮
  - 新羅 : 赫居世17年
  - 檀紀2293年
- 仏滅紀元 : 503年
- ユダヤ暦 : 3720年 - 3721年

## できごと

### ローマ
- 執政官:プブリウス・セルウィウス・イサウリクスとルキウス・アントニウス
- ペルージャの戦いで、マルクス・アントニウスの兄のルキウス・アントニウスと妻のフルウィアがアウグストゥスに敗れた。

## 死去
- アルシノエ4世、クレオパトラ7世の妹（* 紀元前68年/紀元前67年）